# Kasinofeber (musikalbum)
Kasinofeber är ett musikalbum utgivet 2003 av Galenskaparna och After Shave från revyn med samma namn.
Sång av Knut Agnred, Anders Eriksson, Per Fritzell, Jan Rippe, Claes Eriksson och Kerstin Granlund.

## Låtförteckning
Alla låtar är skrivna av Claes Eriksson.
1. "Sjuk vård" sång och slagverk: Knut
2. "Min bostad" sång: Claes
3. "Män som mej" Sång: Anders, handklapp: Jan
4. "Sjuk" Sång: Knut, kör: Per, Kerstin, Jan och Anders
5. "Drömmen" Sång: Per
6. "Det nya nu" Sång och gitarr: Anders, Knut, Kerstin, Per och Jan
7. "Stämpelklockan" Sång: Claes
8. "Kasinofeber" Sång: Anders, Kerstin, Knut, Jan och Per mfl
9. "Spela spelet" Sång: Jan, Knut och Per
10. "Jag vill bli din flickvän" Sång: Knut, Jan och Per
11. "Vakna!" Sång: Knut, kör: Jan, Claes, Kerstin och Anders
12. "Nu bli det kasino" Sång: Anders, Claes, Per, kör: Knut, Jan och Kerstin